# Coppa di Polonia (pallavolo maschile)
La Coppa di Polonia è una competizione pallavolistica per squadre di club polacche maschili, organizzata con cadenza annuale dalla PLPS.

## Edizioni
| Edizione           | Edizione          | Podio               | Podio         | Podio                 |               |
| Anno               | Sede della finale | Campione            | Risultato     | Finalista             |               |
| ------------------ | ----------------- | ------------------- | ------------- | --------------------- | ------------- |
| 1932 Dettagli      | -                 | ŁKS                 | -             | Sokół Lwów            |               |
| 1933 Dettagli      | -                 | Sokół Lwów          | -             | AZS-AWF Varsavia      |               |
| 1934 Dettagli      | -                 | AZS-AWF Varsavia    | -             | KS Cracovia           |               |
| 1935 Dettagli      | -                 | KS Cracovia         | -             | AZS-AWF Varsavia      |               |
| 1936 Dettagli      | -                 | YMCA Cracovia       | -             | Polonia Varsavia      |               |
| 1937-1949          | -                 | Non disputata       | Non disputata | Non disputata         | Non disputata |
| 1950 Dettagli      | -                 | AZS-AWF Varsavia    | -             | AZS Breslavia         |               |
| 1951 Dettagli      | -                 | AZS-AWF Varsavia    | -             | AZS Breslavia         |               |
| 1952 Dettagli      | -                 | Legia Varsavia      | -             | Gwardia Wrocław       |               |
| 1953 Dettagli      | -                 | AZS-AWF Varsavia    | -             | Gwardia Varsavia      |               |
| 1953-1954 Dettagli | -                 | AZS-AWF Varsavia    | -             | Gwardia Wrocław       |               |
| 1954 Dettagli      | -                 | AZS-AWF Varsavia    | -             | Gwardia Wrocław       |               |
| 1955-1959          | -                 | Non disputata       | Non disputata | Non disputata         | Non disputata |
| 1959-60 Dettagli   | -                 | Górnik Katowice     | -             | Legia Varsavia        |               |
| 1960-61 Dettagli   | -                 | Legia Varsavia      | -             | Gwardia Wrocław       |               |
| 1962-1969          | -                 | Non disputata       | Non disputata | Non disputata         | Non disputata |
| 1969-70 Dettagli   | -                 | AZS Olsztyn         | -             | AZS-AWF Varsavia      |               |
| 1970-71 Dettagli   | -                 | AZS Olsztyn         | -             | Stal Mielec           |               |
| 1971-72 Dettagli   | -                 | AZS Olsztyn         | -             | Płomień Milowice      |               |
| 1972-73 Dettagli   | -                 | Beskid Andrychów    | -             | AZS-AWF Varsavia      |               |
| 1973-74 Dettagli   | -                 | Hutnik Kraków       | -             | Rzeszów               |               |
| 1974-75 Dettagli   | -                 | Rzeszów             | -             | Stoczniowiec Gdańsk   |               |
| 1975-76 Dettagli   | -                 | Stal Mielec         | -             | Beskid Andrychów      |               |
| 1976-77 Dettagli   | -                 | Posnanią            | -             | Legia Varsavia        |               |
| 1977-78 Dettagli   | -                 | Beskid Andrychów    | -             | Stoczniowiec Gdańsk   |               |
| 1978-79 Dettagli   | -                 | Resursa Łódź        | -             | Stoczniowiec Gdańsk   |               |
| 1979-1980          | -                 | Non disputata       | Non disputata | Non disputata         | Non disputata |
| 1980-81 Dettagli   | -                 | Gwardia Wrocław     | -             | Beskid Andrychów      |               |
| 1981-82 Dettagli   | -                 | AZS Olsztyn         | -             | Legia Varsavia        |               |
| 1982-83 Dettagli   | -                 | Rzeszów             | -             | AZS Olsztyn           |               |
| 1983-84 Dettagli   | -                 | Legia Varsavia      | -             | Płomień Sosnowiec     |               |
| 1984-85 Dettagli   | -                 | Płomień Sosnowiec   | -             | Resursa Łódź          |               |
| 1985-86 Dettagli   | -                 | Legia Varsavia      | -             | Rzeszów               |               |
| 1986-87 Dettagli   | -                 | Rzeszów             | -             | Czarni Radom          |               |
| 1987-88 Dettagli   | -                 | Hutnik Kraków       | -             | Stal Szczecin         |               |
| 1988-89 Dettagli   | -                 | AZS Olsztyn         | -             | Stal Szczecin         |               |
| 1989-90 Dettagli   | -                 | Hutnik Kraków       | -             | AZS Olsztyn           |               |
| 1990-91 Dettagli   | -                 | AZS Olsztyn         | -             | AZS Częstochowa       |               |
| 1991-92 Dettagli   | -                 | AZS Olsztyn         | -             | Bielsko-Bialskie      |               |
| 1992-93 Dettagli   | -                 | Chełmiec Wałbrzych  | -             | Bielsko-Bialskie      |               |
| 1993-94 Dettagli   | -                 | Bielsko-Bialskie    | -             | AZS Częstochowa       |               |
| 1994-95 Dettagli   | -                 | Legia Varsavia      | -             | Stal Nysa             |               |
| 1995-96 Dettagli   | -                 | Stal Nysa           | -             | AZS Częstochowa       |               |
| 1996-97 Dettagli   | -                 | Gorzów Wielkopolski | -             | Mostostal ZA          |               |
| 1997-98 Dettagli   | -                 | AZS Częstochowa     | -             | Gorzów Wielkopolski   |               |
| 1998-99 Dettagli   | -                 | Czarni Radom        | -             | AZS Częstochowa       |               |
| 1999-00 Dettagli   | -                 | Mostostal Azoty     | -             | Gorzów Wielkopolski   |               |
| 2000-01 Dettagli   | -                 | Mostostal Azoty     | -             | AZS Częstochowa       |               |
| 2001-02 Dettagli   | -                 | Mostostal Azoty     | -             | AZS Częstochowa       |               |
| 2002-03 Dettagli   | -                 | Płomień Sosnowiec   | -             | Morze Bałtyk Szczecin |               |
| 2003-04 Dettagli   | -                 | Płomień Sosnowiec   | -             | Skra Bełchatów        |               |
| 2004-05 Dettagli   | -                 | Skra Bełchatów      | -             | AZS Olsztyn           |               |
| 2005-06 Dettagli   | -                 | Skra Bełchatów      | -             | AZS Częstochowa       |               |
| 2006-07 Dettagli   | Kielce            | Skra Bełchatów      | 3 - 0         | AZS Olsztyn           |               |
| 2007-08 Dettagli   | Poznań            | AZS Częstochowa     | 3 - 1         | Jastrzębski Węgiel    |               |
| 2008-09 Dettagli   | Kielce            | Skra Bełchatów      | 3 - 0         | AZS Olsztyn           |               |
| 2009-10 Dettagli   | Bydgoszcz         | Jastrzębski Węgiel  | 3 - 2         | Asseco Resovia        |               |
| 2010-11 Dettagli   | Varsavia          | Skra Bełchatów      | 3 - 0         | ZAKSA                 |               |
| 2011-12 Dettagli   | Rzeszów           | Skra Bełchatów      | 3 - 0         | Jastrzębski Węgiel    |               |
| 2012-13 Dettagli   | Częstochowa       | ZAKSA               | 3 - 1         | Asseco Resovia        |               |
| 2013-14 Dettagli   | Zielona Góra      | ZAKSA               | 3 - 1         | Jastrzębski Węgiel    |               |
| 2014-15 Dettagli   | Danzica/Sopot     | Trefl Gdańsk        | 3 - 1         | Asseco Resovia        |               |
| 2015-16 Dettagli   | Breslavia         | Skra Bełchatów      | 3 - 2         | ZAKSA                 |               |
| 2016-17 Dettagli   | Breslavia         | ZAKSA               | 3 - 1         | Skra Bełchatów        |               |
| 2017-18 Dettagli   | Breslavia         | Trefl Gdańsk        | 3 - 0         | Skra Bełchatów        |               |
| 2018-19 Dettagli   | Breslavia         | ZAKSA               | 3 - 1         | Jastrzębski Węgiel    |               |
| 2019-20 Dettagli   | -                 | Non assegnata       | Non assegnata | Non assegnata         | Non assegnata |
| 2020-21 Dettagli   | Cracovia          | ZAKSA               | 3 - 0         | Jastrzębski Węgiel    |               |
| 2021-22 Dettagli   | Cracovia          | ZAKSA               | 3 - 0         | Jastrzębski Węgiel    |               |
| 2022-23 Dettagli   | Cracovia          | ZAKSA               | 3 - 0         | Jastrzębski Węgiel    |               |
| 2023-24 Dettagli   | Cracovia          | Warta Zawiercie     | 3 - 1         | Jastrzębski Węgiel    |               |
| 2024-25 Dettagli   | Cracovia          | Jastrzębski Węgiel  | 3 - 1         | Warta Zawiercie       |               |

## Palmarès
| Squadra             | Titolo | Edizione                                                                                 |
| ------------------- | ------ | ---------------------------------------------------------------------------------------- |
| ZAKSA               | 10     | 1999-00, 2000-01, 2001-02, 2012-13, 2013-14, 2016-17, 2018-19, 2020-21, 2021-22, 2022-23 |
| AZS Olsztyn         | 7      | 1969-70, 1970-71, 1971-72, 1981-82, 1988-89, 1990-91, 1991-92                            |
| Skra Bełchatów      | 7      | 2004-05, 2005-06, 2006-07, 2008-09, 2010-11, 2011-12, 2015-16                            |
| AZS-AWF Varsavia    | 6      | 1934, 1950, 1951, 1953, 1953-54, 1954                                                    |
| Legia Varsavia      | 5      | 1952, 1960-61, 1983-84, 1985-86, 1994-95                                                 |
| Hutnik Kraków       | 3      | 1973-74, 1987-88, 1989-90                                                                |
| Asseco Resovia      | 3      | 1974-75, 1982-83, 1986-87                                                                |
| Płomień Milowice    | 3      | 1984-85, 2002-03, 2003-04                                                                |
| Beskid Andrychów    | 2      | 1972-73, 1977-78                                                                         |
| AZS Częstochowa     | 2      | 1997-98, 2007-08                                                                         |
| Jastrzębski Węgiel  | 2      | 2009-10, 2024-25                                                                         |
| Trefl Gdańsk        | 2      | 2014-15, 2017-18                                                                         |
| ŁKS                 | 1      | 1932                                                                                     |
| Sokół Lwów          | 1      | 1933                                                                                     |
| KS Cracovia         | 1      | 1935                                                                                     |
| YMCA Cracovia       | 1      | 1936                                                                                     |
| Górnik Katowice     | 1      | 1959-60                                                                                  |
| Stal Mielec         | 1      | 1975-76                                                                                  |
| Posnanią            | 1      | 1976-77                                                                                  |
| Resursa Łódź        | 1      | 1978-79                                                                                  |
| Gwardia Wrocław     | 1      | 1980-81                                                                                  |
| Chełmiec Wałbrzych  | 1      | 1992-93                                                                                  |
| Bielsko-Bialskie    | 1      | 1993-94                                                                                  |
| Stal Nysa           | 1      | 1995-96                                                                                  |
| Gorzów Wielkopolski | 1      | 1996-97                                                                                  |
| Czarni Radom        | 1      | 1998-99                                                                                  |
| Warta Zawiercie     | 1      | 2023-24                                                                                  |